# Febelfin
Febelfin (acrônimo do francês Fédération belge du secteur financier, em português Federação Belga do Setor Financeiro) é uma federação que reúne instituições financeiras da Bélgica, fundada em 2003 e com sede em Bruxelas. Atualmente, com cinco associações, que representam 235 instituições financeiras e 100 mil trabalhadores, a federação é, tanto nacional como internacionalmente, a maior e principal representante do mercado financeiro e do mundo das finanças belga, agindo como um interlocutor perante os formuladores de políticas, reguladores e agências reguladoras e associações profissionais.

## Associações
- BVB. Empresas de corretagem e bancos belgas (Belgische Vereniging van Banken en Beursvennootschappen, em holandês). Existente desde 1937.
- BEAMA. Associação Belga de Gestores de Ativos (Belgische Vereniging van Asset Managers, em holandês).
- BVK. Associação Profissional de Crédito (Beroepsvereniging van het Krediet, em holandês).
- BVBL. Associação de Membros de Bolsa de Valores (Belgische Vereniging van Beursleden, em holandês).
- BLV. Associação de Leasing belga (Belgische Leasingvereniging, em holandês).

## Campanha
A institução se tornou conhecida mundialmente em 2012 quando, em parceria com a agência de comunicação belga Duval Guillaume Modem, produziram duas campanhas para alertar dos perigos de expor detalhes pessoais em demasia nas redes sociais.
Na primeira campanha, de setembro de 2012, um ator encarnando um vidente, de nome Dave, conseguia descobrir detalhes da vida das pessoas graças a hackers que faziam pesquisas na Internet pelo nome da pessoa.
Na segunda campanha, de julho de 2013, um outro ator consegue assumir a vida de um usuário de Internet graças a informações pessoais e bancárias que esse usuário acaba disponibilizando, seja pela Internet ou seja por telefone.